# 小笠原舞子
小笠原 舞子（おがさわら まいこ、1992年9月25日 - ）は、日本のフリーアナウンサー、企業広報社員。

## 来歴
岩手県盛岡市出身。岩手県立盛岡第一高等学校では放送部に所属し、2009年に開催された「第56回NHK杯全国高校放送コンテスト」朗読部門で優良賞を受賞。同校在学中からアナウンサー職を志し、慶應義塾大学法学部政治学科に進学。
大学在学中は放送研究会に所属し、アナウンススクールのテレビ朝日アスクに通っていた。ミス慶應に応募しファイナリストに残る。ミス・ユニバース・ジャパンにも応募し、山梨県代表に選出された。同大卒業後の同年4月、札幌テレビに入社。同期のアナウンサーは大慈弥レイ、林美玖、村雨美紀。入社以後、主に朝の情報番組やバラエティ番組のアシスタントを担当。2019年3月に退職。退職理由を視聴者や対外的に告知せずに退職したが、半年後の同年10月に婚姻のためだと明かした。学生時代以来、再び上京し、キュービックピープルエクスペリエンスオフィス所属PR（広報）担当として、再就職。文書編集のエディトリアル部門希望であったが、編集の業務経験が無かったため、広報部門配属となった。同社の「副業支援制度」を活用し、古舘プロジェクトに所属してフリーアナウンサーとして、主にイベントの司会をメインに活動を再開している。

## 人物
- ニックネームが「巨神兵」と名付けられるほど背が高く、実際には178cmとされているが、ミスコンのプロフィール上ではサバを読み、2cm低くされている。そのためアナウンサーでは無く、ファッションモデルの転向を勧められていたが、自分の意志を踏みにじられてる感じがありモデルはやらなかったものの、札幌テレビ退職後に友人の依頼でファッションモデルを経験している[8]。

## 出演番組

### 札幌テレビ放送（STV）時代

#### テレビ
- シアターS（2015年10月 - ）
- ブギウギ専務（2016年2月 - 2017年10月） - マイコ秘書
- 今夜くらべてみました（日本テレビ制作、2017年11月15日放送分）
- 金曜ロードSHOW!・特別エンターテインメント全国好きな嫌いなアナウンサー大賞2017（日本テレビ制作、2017年5月12日）
- すすめ!みらい戦隊!!（2015年10月 - 2018年3月）
- 1×8いこうよ!（2016年4月 - 2019年3月、進行役・不定期出演）
- どさんこワイド!!朝!（2017年10月 - 2019年3月）
- ジョシスタあいく的（2018年 - 2019年3月、ナレーター）
- どさんこ食堂（2018年4月 - 2019年3月、不定期出演）
- STVニュース（不定期）

#### ラジオ
- STVニュース（不定期）
- オハヨー!ほっかいどう（月 - 水曜担当。2015年10月 - 2017年9月）
- 工藤じゅんきの十人十色（代役、2016年11月25日）

### 札幌テレビ放送（STV）退社後
- アタックヤング60（STVラジオ、2022年11月11日・18日） - 村雨美紀担当回のコーナー「すすめ!みらい戦隊!!リターンズ」にてリモートでゲスト出演し、同期アナ4人が勢揃いした。